# J.R. Rotem
Jonathan Reuven (J.R.) Rotem (Johannesburg, 1975) is een Amerikaans muziekproducer van Zuid-Afrikaanse afkomst.
Al vroeg was hij geïnteresseerd in muziek en speelde hij piano. Zijn ouders beseften dat hij talent had en ondersteunden hem in zijn droom om producer te worden. Lange tijd hield hij zich voornamelijk bezig met klassieke muziek, tot hij belangstelling kreeg voor hiphop.
Rotem heeft tracks geproduceerd voor bekende urban-artiesten en -groepen, onder wie Britney Spears, Destiny's Child, Paris Hilton, Rihanna, Sean Kingston, 50 Cent, The Game, Chamillionaire en Snoop Dogg. Rotem produceert het grootste gedeelte van zijn muziek in Los Angeles.
In 2006 begon Rotem zijn eigen label, genaamd Beluga Heights, samen met zijn manager Zach Katz. Al snel tekenden ze Sean Kingston, een jonge rapper/R&B zanger uit Miami. Zijn debuutalbum Sean Kingston, waarop alle tracks zijn geproduceerd door Rotem, en de eerste single "Beautiful Girls" werden een groot succes. Rond 2009 braken meer bij Rotem getekende R&B artiesten door in de hitlijsten, waaronder Jason Derülo en Iyaz.

## Jeugd
Het talent dat Rotem in zich had ziend, besloten zijn ouders dat een strikte en gedisciplineerde manier van muziek bedrijven het beste resultaat zou hebben. Dit betekende dagelijks uren achter elkaar pianospelen, waardoor hij een passie voor klassieke muziek ontwikkelde. Artiesten als The Beatles, Sting en ABBA vond hij inspirerend, maar toen hij het album 'Raising Hell' van Run DMC hoorde, raakte hij geïnteresseerd in hip-hop. Toen hield hij het echter nog niet voor mogelijk dat hip-hop een rol zou gaan spelen in zijn leven.
Na geslaagd te zijn aan de Campolindo High School in Moraga, Californië, ging hij naar de Berklee College of Music in Boston, waar hem werd geleerd handiger met de piano om te gaan. Het waren echter de G-funk-hiphopdebuutalbums The Chronic van Dr. Dre en Doggystyle van Snoop Dogg (toentertijd nog Snoop Doggy Dogg), die hem ertoe aanspoorden verder te gaan in de muziekproductie.

## Doorbraak
Rotems eerste doorbraak kwam toen een cd van hem in de handen van een aantal Bay Area-producers kwam, die ideeën hadden om zijn talent te gebruiken voor een nieuw album van En Vogue. Uiteindelijk besloten ze echter dat Rotems producties geschikter zouden zijn voor bijvoorbeeld Destiny's Child. Zodoende produceerde Rotem datzelfde jaar nog twee tracks voor Destiny's Child, "Love Destiny" en "My Song". Zijn echte doorbraak kwam toen Dr. Dre de door Rotem geproduceerde tracks te horen kreeg.
Vanaf dat moment ging het hard. In het jaar daarna slaagde Rotem erin om tracks te mogen produceren voor 50 Cent, Snoop Dogg, The Game, Fabolous, Rihanna, Britney Spears, Christina Milian, Mobb Deep, Lil' Kim, Dr. Dre, Mýa, Young Buck, Obie Trice, Foxy Brown, Busta Rhymes, Trick Daddy, Trey Songz, Talib Kweli, Lil' Flip, Ashley Tisdale en Jesse McCartney. Met dit rijtje van artiesten voor wie hij gewerkt heeft, heeft Rotem zich in dat jaar in de muziekwereld gevestigd.

## Grootste hits
Rotems grootste succes is het nummer "SOS" van R&B-zangeres Rihanna, dat op 7 maart 2006 uitkwam als eerste single van haar tweede album A Girl Like Me. Het nummer kwam op 1 in de hitlijsten in de Verenigde Staten, Australië, Nieuw-Zeeland en de United World Chart, de hitlijst van de wereld. In Engeland bereikte het de tweede positie, net als in België. In Nederland strandde het op 4 in de top 40.
Op 31 juli 2007 kwam het debuutalbum van Sean Kingston uit met de gelijknamige titel, waarvan Rotem alle 14 tracks produceerde. "Beautiful Girls" werd bekroond als 1e single en werd een internationale hit. Het nummer bereikte de 1e positie in veel landen, waaronder de Verenigde Staten en Engeland. In Nederland bereikte de track de 8e positie, in België de 10e. De 2e, 3e en 4e singles zijn respectievelijk "Me Love", "Take You There" en "There's Nothin'".
Eind 2007, begin 2008 brak de Britse X Factor winnares Leona Lewis internationaal door met haar single "Bleeding Love". Voor het bijbehorende album, Spirit, produceerde Rotem één track, genaamd "Better in Time". Dit nummer werd samen met "Footprints In The Sand" als tweede single uitgebracht en presteerde redelijk tot goed in de hitlijsten.
Na het succes met Kingston begonnen in 2009 meer artiesten van Rotems label Beluga Heights door te breken. Jason DeRulo scoorde een nummer 1-hit in de Verenigde Staten met "Whatcha Say". Ook Iyaz brak door met de door Rotem geproduceerde R&B song "Replay".
Rotem produceerde eind 2009 een nummer voor het debuutalbum van de Britse boyband JLS, die zijn doorbraak kende na de 2008-editie van de X Factor. Na hun nummer 1-hit "Beat Again", behaalde ook het door Rotem geproduceerde nummer "Everybody In Love" de hoogste positie in de Britse hitlijst

## Single Chart Posities
De volgende door J.R. Rotem geproduceerde singles bereikten de singlecharts.
| Jaar | Nummer               | Artiest                       | Hot 100 | Top 75 | Top 40 | Ultratop 50 | UWC |
| ---- | -------------------- | ----------------------------- | ------- | ------ | ------ | ----------- | --- |
| 2006 | "SOS"                | Rihanna                       | 1       | 2      | 4      | 2           | 1   |
| 2006 | "Whoa"               | Lil' Kim                      | —       | 43     | —      | —           | —   |
| 2006 | "Push It"            | Rick Ross                     | 57      | —      | —      | —           | —   |
| 2007 | "Beautiful Girls"    | Sean Kingston                 | 1       | 1      | 8      | 10          | 3   |
| 2007 | "Me Love"            | Sean Kingston                 | 14      | 32     | —      | —           | 24  |
| 2007 | "Hip Hop Police"     | Chamillionaire ft. Slick Rick | —       | 50     | —      | —           | —   |
| 2007 | "He Said She Said"   | Ashley Tisdale                | 58      | —      | —      | —           | —   |
| 2007 | "Take You There"     | Sean Kingston                 | 7       | 47     | —      | —           | 13  |
| 2008 | "What Is It"         | Baby Bash ft. Sean Kingston   | 57      | —      | —      | —           | —   |
| 2008 | "Roll"               | Flo Rida ft. Sean Kingston    | 61      | —      | —      | —           | —   |
| 2008 | "The Boss"           | Rick Ross ft. T-Pain          | 17      | —      | —      | —           | —   |
| 2008 | "Bust It Baby Pt. 2" | Plies ft. Ne-Yo               | 7       | —      | —      | —           | 29  |
| 2008 | "There's Nothin'"    | Sean Kingston                 | 60      | —      | —      | —           | —   |
| 2008 | "Better In Time"     | Leona Lewis                   | 11      | 23     | 13     | 12          | 10  |
| 2008 | "Sneakernight"       | Vanessa Hudgens               | 88      | —      | —      | —           | —   |
| 2009 | "Replay"             | Iyaz                          | 2       | 1      | 2      | 5           | 3   |
| 2009 | "Whatcha Say"        | Jason DeRulo                  | 1       | 3      | 12     | 22          | 7   |
| 2009 | "In My Head"         | Jason DeRulo                  | 37      | 1      | 26     | —           | 4   |
| 2009 | "Everybody In Love"  | JLS                           | —       | 1      | —      | —           | 20  |
| 2010 | "Solo"               | Iyaz                          | 43      | —      | —      | —           | —   |

## Discografie
| titel                                           | artiest           | album                                     |
| ----------------------------------------------- | ----------------- | ----------------------------------------- |
| "Position Of Power"                             | 50 Cent           | The Massacre                              |
| "God Gave Me Style"                             | 50 Cent           | The Massacre                              |
| "He Said She Said"                              | Ashley Tisdale    | Headstrong                                |
| "Supa Chic"                                     | Baby Bash         | Cyclone                                   |
| "What Is It" (ft. Sean Kingston)                | Baby Bash         | Cyclone                                   |
| "What'cha Got 2 Lose"                           | Blake Lewis       | A.D.D. (Audio Day Dream)                  |
| "Everybody"                                     | Britney Spears    | Blackout                                  |
| "That's Gangsta" (ft. Sean Kingston)            | Bun B             | II Trill                                  |
| "Fuego"                                         | The Cheetah Girls | TCG                                       |
| "Do No Wrong"                                   | The Cheetah Girls | TCG                                       |
| "Hip-Hop Police" (ft. Slick Rick)               | Chamillionaire    | The Ultimate Victory                      |
| "Industry Groupie"                              | Chamillionaire    | The Ultimate Victory                      |
| "Doin' That" (ft. Sean Kingston)                | Clyde Carson      | Theater Music                             |
| "Fancy"                                         | Destiny's Child   | Survivor                                  |
| "My Song"                                       | Destiny's Child   | Love: Destiny EP                          |
| "It Ain't A Thing"                              | Dr. Dre           | Detox                                     |
| "Pain No More" (ft. The Game & Snoop Dogg)      | E-40              | The Ball Street Journal                   |
| "Heart Of A Soldier"                            | Ebony Eyez        | 7 Day Cycle                               |
| "Can You Hear Me"                               | Fabolous          | Real Talk                                 |
| "Po' Po'" (ft. Nate Dogg & Paul Cain)           | Fabolous          | Real Talk                                 |
| "Roll" (ft. Sean Kingston)                      | Flo Rida          | Mail On Sunday                            |
| "Ms. Hangover"                                  | Flo Rida          | Mail On Sunday                            |
| "Take It To The Top" (ft. 50 Cent)              | Freeway           | Free At Last                              |
| "Replay"                                        | Iyaz              | My Life                                   |
| "Solo"                                          | Iyaz              | My Life                                   |
| "Dancer"                                        | Iyaz              | My Life                                   |
| "I'm That Chick"                                | Jada              | Bring It On: In It To Win It (soundtrack) |
| "Whatcha Say" (ft. Imogen Heap)                 | Jason DeRulo      | Jason DeRulo                              |
| "In My Head"                                    | Jason DeRulo      | Jason DeRulo                              |
| "Green Light"                                   | Jason DeRulo      | Jason DeRulo                              |
| "Sky's The Limit"                               | Jason DeRulo      | Jason DeRulo                              |
| "Stay Together"                                 | Jennifer Lopez    | Brave                                     |
| "Gimme" (ft. Lil' Scrappy)                      | Jessi Malay       | TBA                                       |
| "The Good, The Bad & The Ugly"                  | Jin               | The Rest Is History                       |
| "C'mon"                                         | Jin               | The Rest Is History                       |
| "The High Road"                                 | JoJo              | The High Road                             |
| "So Uncool"                                     | Keke Palmer       | Footwurkin'                               |
| "America's Most Hated"                          | Kevin Federline   | Playing With Fire                         |
| "Lose Control"                                  | Kevin Federline   | Playing With Fire                         |
| "Dance With A Pimp"                             | Kevin Federline   | Playing With Fire                         |
| "Gemini"                                        | Lalaine           | TBA                                       |
| "Better In Time"                                | Leona Lewis       | Spirit                                    |
| "All Eyes On Me" (ft. Paul Wall)                | LeToya Luckett    | LeToya                                    |
| "It Takes Paper"                                | Lexlife           | TBA                                       |
| "This Ain't A Game" (ft. Bone Thugs-N-Harmony)  | Lil Eazy          | Waist Deep (soundtrack)                   |
| "I Shoulda Listened" (ft. Seville)              | Lil' Flip         | Undaground Legend                         |
| "Whoa"                                          | Lil' Kim          | The Naked Truth                           |
| "Last Day"                                      | Lil' Kim          | The Naked Truth                           |
| "Livin' In The Projects" (ft. 2Pac)             | Lil Scrappy       | Bred 2 Die, Born 2 Live                   |
| "Night Ryda" (ft. Ray Cash & Fabolous)          | Lil' Skeeter      | Midwest Mastermind                        |
| "In Love With The Moula"                        | Mobb Deep         | Blood Money                               |
| "Walka Not A Talka" (ft. Snoop Dogg)            | Mýa               | Liberation                                |
| "All In The Name Of Love"                       | Mýa               | Liberation                                |
| "Ghetto" (ft. Trey Songz)                       | Obie Trice        | Second Round's On Me                      |
| "Mama" (ft. Trey Songz)                         | Obie Trice        | Second Round's On Me                      |
| "24's"                                          | Obie Trice        | Second Round's On Me                      |
| "Obie Story"                                    | Obie Trice        | Second Round's On Me                      |
| "I Want You"                                    | Paris Hilton      | Paris                                     |
| "1 Mo Time"                                     | Plies             | The Real Testament                        |
| "I Am The Club"                                 | Plies             | The Real Testament                        |
| "Friday" (ft. 4orty)                            | Plies             | The Real Testament                        |
| "Bust It Baby Pt.2" (ft. Ne-Yo)                 | Plies             | Definition Of Real                        |
| "Want It, Need It" (ft. Ashanti)                | Plies             | Da REAList                                |
| "Becky"                                         | Plies             | Goon Affiliated                           |
| "Push It"                                       | Rick Ross         | Port Of Miami                             |
| "The Boss"                                      | Rick Ross         | Trilla                                    |
| "SOS"                                           | Rihanna           | A Girl Like Me                            |
| "Push Up On Me"                                 | Rihanna           | Good Girl Gone Bad                        |
| "La Fierte Des Notres"                          | Rohff             | La Fierté Des Nôtres                      |
| "Ca Fait Plaisir"                               | Rohff             | La Fierté Des Nôtres                      |
| "Pétrole"                                       | Rohff             | La Fierté Des Nôtres                      |
| "Charisme"                                      | Rohff             | La Fierté Des Nôtres                      |
| "Bling Bling"                                   | Rohff             | La Fierté Des Nôtres                      |
| "Apparences Trompeuses"                         | Rohff             | La Fierté Des Nôtres                      |
| "Intro"                                         | Sean Kingston     | Sean Kingston                             |
| "Kingston"                                      | Sean Kingston     | Sean Kingston                             |
| "Take You There"                                | Sean Kingston     | Sean Kingston                             |
| "Beautiful Girls"                               | Sean Kingston     | Sean Kingston                             |
| "Me Love"                                       | Sean Kingston     | Sean Kingston                             |
| "Dry Your Eyes"                                 | Sean Kingston     | Sean Kingston                             |
| "Got No Shorty"                                 | Sean Kingston     | Sean Kingston                             |
| "I Can Feel It"                                 | Sean Kingston     | Sean Kingston                             |
| "There's Nothing"                               | Sean Kingston     | Sean Kingston                             |
| "Drummer Boy"                                   | Sean Kingston     | Sean Kingston                             |
| "Your Sister"                                   | Sean Kingston     | Sean Kingston                             |
| "That Ain't Right"                              | Sean Kingston     | Sean Kingston                             |
| "Change"                                        | Sean Kingston     | Sean Kingston                             |
| "Colors" (ft. Vybz Kartel & Kardinal Offishall) | Sean Kingston     | Sean Kingston                             |
| "Bang Out"                                      | Snoop Dogg        | R&G (Rhythm & Gangsta): The Masterpiece   |
| "Just Called"                                   | Stat Quo          | Statlanta                                 |
| "Work It Out"                                   | Talib Kweli       | The Beautiful Struggle                    |
| "Just Wanna Cut"                                | Trey Songz        | I Gotta Make It                           |
| "Doctor's Advocate" (ft. Busta Rhymes)          | The Game          | Doctor's Advocate                         |
| "California Vacation" (ft. Snoop Dogg & Xzibit) | The Game          | Doctor's Advocate                         |
| "LAX Files"                                     | The Game          | L.A.X.                                    |
| "State Of Emergency" (ft. Ice Cube)             | The Game          | L.A.X.                                    |
| "Gentleman's Affair" (ft. Ne-Yo)                | The Game          | L.A.X.                                    |
| "We Don't Give A Fuck"                          | Tony Yayo         | Thoughts Of A Predicate Felon             |
| "Don't Need No Help"                            | Young Buck        | Get Rich Or Die Tryin' (soundtrack)       |
| "Will Work For Love"                            | Usher             | Here I Stand                              |
| "Ride Or Dye"                                   | Xzibit            | Weapons Of Mass Destruction               |
| "Crazy Hoe"                                     | Xzibit            | Weapons Of Mass Destruction               |